# Ramiro López Rivas
Ramiro López Rivas (Montevideo, Uruguay, 14 de abril de 1926 - Montevideo, Uruguay, 5 de febrero de 2007), fue un magistrado uruguayo, quien se desempeñó como miembro del Tribunal de lo Contencioso Administrativo entre 1977 y 1978 y de la Suprema Corte de Justicia desde 1978 hasta 1984 (denominada únicamente Corte de Justicia hasta 1981).

## Primeros años
Nació en Montevideo el 14 de abril de 1926.
En febrero de 1943 ingresó como auxiliar de oficina en la Compañía Británica de Aguas Corrientes, luego nacionalizada y transformada en la Administración de las Obras Sanitarias del Estado.
En dicho organismo estatal ocupó diversos puestos hasta ser nombrado Secretario del Directorio en setiembre de 1959, pasando a ocupar el cargo de Secretario General interinamente en diciembre de 1961 y siendo designado titular de dicho cargo en abril de 1963.
Paralelamente cursó estudios en la Facultad de Derecho de la Universidad de la República hasta graduarse como abogado en 1962.

## Juez de Paz
En noviembre de 1964 ingresó a la carrera judicial al ser designado Juez de Paz de la tercera sección judicial de Soriano, con sede en la ciudad de Dolores.
En febrero de 1965 fue trasladado al Juzgado de Paz de la primera sección judicial de Colonia, con sede en Colonia del Sacramento.

## Juez Letrado en el interior
Poco después, en marzo de 1965, fue ascendido a Juez Letrado de Carmelo, sede judicial recientemente creada que inauguró.
En mayo de 1966 pasó a desempeñarse como Juez Letrado de Canelones.

## Juez Letrado en la capital
En febrero de 1969 fue ascendido a cumplir funciones como Juez Letrado en Montevideo, inicialmente como titular del Juzgado Letrado de Aduana de Segundo Turno que acababa de crearse.
En febrero de 1974 fue transferido al Juzgado Nacional de Hacienda y de lo Contencioso Administrativo de Tercer Turno, y en octubre de 1976 se hizo cargo del Juzgado Letrado en lo Civil de 15° Turno.

## Tribunal de Apelaciones
En mayo de 1977 recibió un nuevo ascenso al ser nombrado ministro del Tribunal de Apelaciones en lo Civil de Tercer Turno, donde permanecería pocos meses.

## Tribunal de lo Contencioso Administrativo
En efecto, el 19 de octubre de 1977 fue elegido en forma unánime por el Consejo de la Nación como miembro del Tribunal de lo Contencioso Administrativo, junto a Carlos Maestro Toletti y a César Canessa, para cubrir las vacantes generadas por los ceses de Horacio Hughes, Arturo Figueredo y Gilberto Echeverry.
Fueron los primeros magistrados en ingresar al Tribunal de lo Contencioso Administrativo luego del dictado del Decreto Constitucional-Acto Institucional número 8, el 1° de julio de 1977, en el marco de la dictadura cívico militar instaurada en 1973, por el que se modificaron las normas constitucionales referentes a dicho tribunal, dejando de funcionar en forma independiente de los poderes del Estado y pasando a depender administrativamente del Poder Ejecutivo bajo la denominación de Justicia Administrativa.

## Corte de Justicia
Casi exactamente un año después, el 25 de octubre de 1978, el mismo Consejo de la Nación lo eligió, también por unanimidad, junto a Enrique Frigerio, como miembro de la Corte de Justicia, para cubrir las vacantes generadas por el cese de Rómulo Vago y el fallecimiento de Francisco José Marcora.
López Rivas y Frigerio fueron también los primeros jueces en ingresar a la Corte luego del dictado del Decreto Constitucional-Acto Institucional número 8 ya mencionado, mediante el cual el Poder Judicial había perdido el carácter de tal, pasando a denominarse Administración de Justicia y a depender administrativamente del Poder Ejecutivo al igual que el Tribunal de lo Contencioso Administrativo. La Suprema Corte de Justicia había pasado a llamarse únicamente Corte de Justicia, a secas, y perdido la mayor parte de sus competencias como jerarca administrativo del sistema judicial, por ejemplo, las referidas a designaciones y traslados de jueces, en las que pasó a tener solo la potestad de iniciativa y cuya resolución final quedó en manos del Poder Ejecutivo.
Asimismo, López Rivas ha sido uno de los solo tres magistrados a lo largo de la historia que han integrado tanto el Tribunal de lo Contencioso Administrativo como la Suprema Corte de Justicia, si bien los dos restantes -Alberto Sánchez Rogé y Luis Torello- lo hicieron durante períodos de vigencia constitucional y por designación de la Asamblea General democráticamente electa. 
El cargo vacante que dejó en el TCA fue cubierto a principios de 1979 con el nombramiento de Hilda Moltedo de Espínola.
López Rivas ocupó la Presidencia de la Corte durante el año 1980.

## Restablecimiento de la Suprema Corte de Justicia
El 10 de noviembre de 1981 se dictó el Decreto Constitucional-Acto Institucional número 12, que derogó el número 8, restableció el carácter de Poder del Estado del Poder Judicial y el nombre de Suprema Corte de Justicia a su órgano máximo. 
Sin embargo, no le devolvió sus competencias tradicionales consagradas en la Constitución de 1967, sino que todo lo relativo a la administración del Poder Judicial, designación y traslado de jueces fue confiado a un nuevo órgano denominado Consejo Superior de la Judicatura, presidido por el ministro de Justicia y con integración mixta de miembros magistrados y no magistrados.
El Poder Judicial solo recobraría la plenitud de su independencia y sus funciones constitucionales con el restablecimiento de la democracia en 1985.

## Retiro
Poco antes de verificarse la misma, López Rivas renunció a su cargo en la Suprema Corte de Justicia, cesando en la misma el 31 de diciembre de 1984. También lo hicieron poco antes José Pedro Gatto de Souza y poco después Sara Fons de Genta.
La Asamblea General democráticamente electa que asumió funciones el 15 de febrero de 1985 resolvió declarar vacantes la totalidad de los cargos de la Suprema Corte de Justicia, por entender que los dos restantes integrantes que permanecían en ella (Juan José Silva Delgado y Rafael Addiego Bruno) carecían de investidura legítima por haber sido designados durante el período dictatorial, y entendió que el plazo de 90 días con que contaba para llenar dichas vacantes corría a partir de la instalación del Parlamento.
Al borde de finalizar dicho plazo, el 15 de mayo de 1985, la Asamblea General eligió a los nuevos integrantes de la Corte, Jacinta Balbela de Delgue, Nelson Nicoliello, Armando Tommasino, Nelson García Otero y Addiego Bruno, siendo este el único reelecto y que continuó en su cargo de los actuantes en el período anterior.

## Fallecimiento
Ramiro López Rivas falleció el 5 de febrero de 2007 a los 80 años, en Montevideo.